# San Flaviano (Montefiascone)

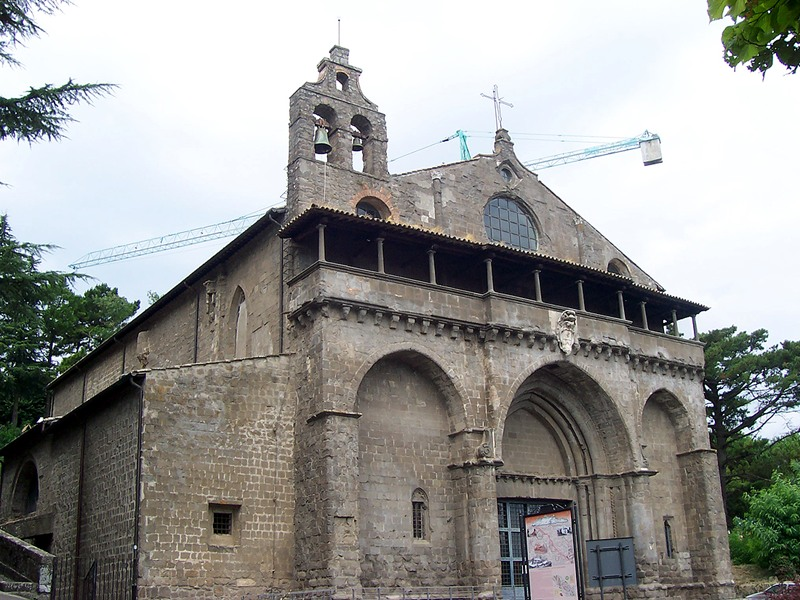
Basilika San Flaviano

San Flaviano Martire ist eine römisch-katholische Kirche in Montefiascone in der italienischen Region Latium. Die Pfarrkirche des Bistums Viterbo trägt den Titel einer Basilica minor und ist dem Märtyrer Flavianus von Montefiascone aus dem 4. Jahrhundert gewidmet. Die Doppelkirche wurde ab dem 11. Jahrhundert im romanischen Stil auf einem älteren Gebäude errichtet und später mit gotischen Elementen umgestaltet. An der Via Cassia gelegen ist sie eine traditionelle Station der Via Francigena.

## Geschichte und Beschreibung

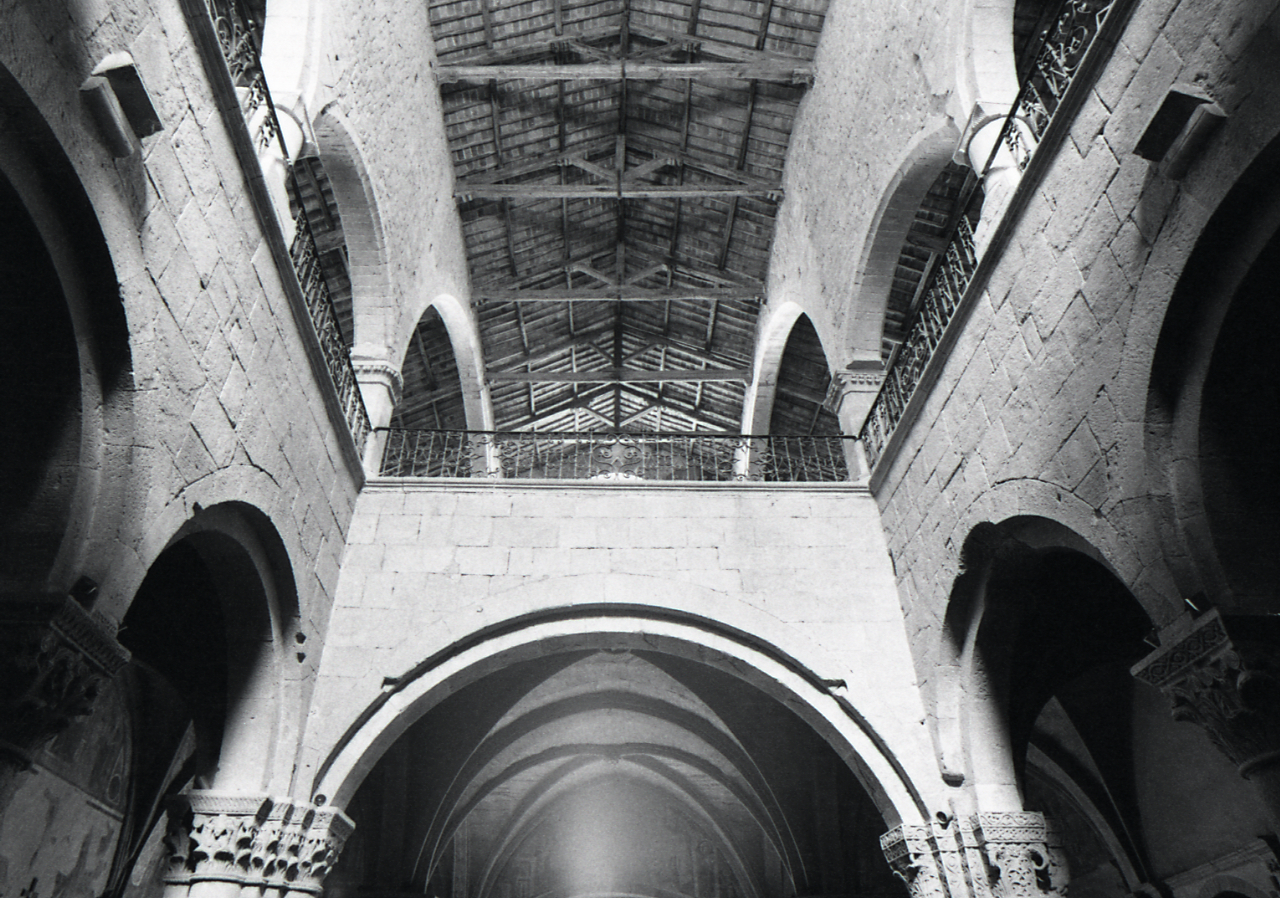
Innenraum

Am Ort der Kirche soll Flavianus die letzte Gefangenschaft vor seinem Martyrium verbracht haben. Eine erste Kirche wurde in Anlehnung an San Vitale in Ravenna als Oktogon konzipiert, später aber in Längsrichtung durch drei gewölbte Apsiden und eine spätgotische Eingangsfassade erweitert. Die Kirche wurde dabei in zwei Etagen gegliedert, das zentrale Fach der Gewölbe der Unterkirche ist zur oberen Kirche hin offen und dort mit eisernen Gittern umrahmt.

### Unterkirche

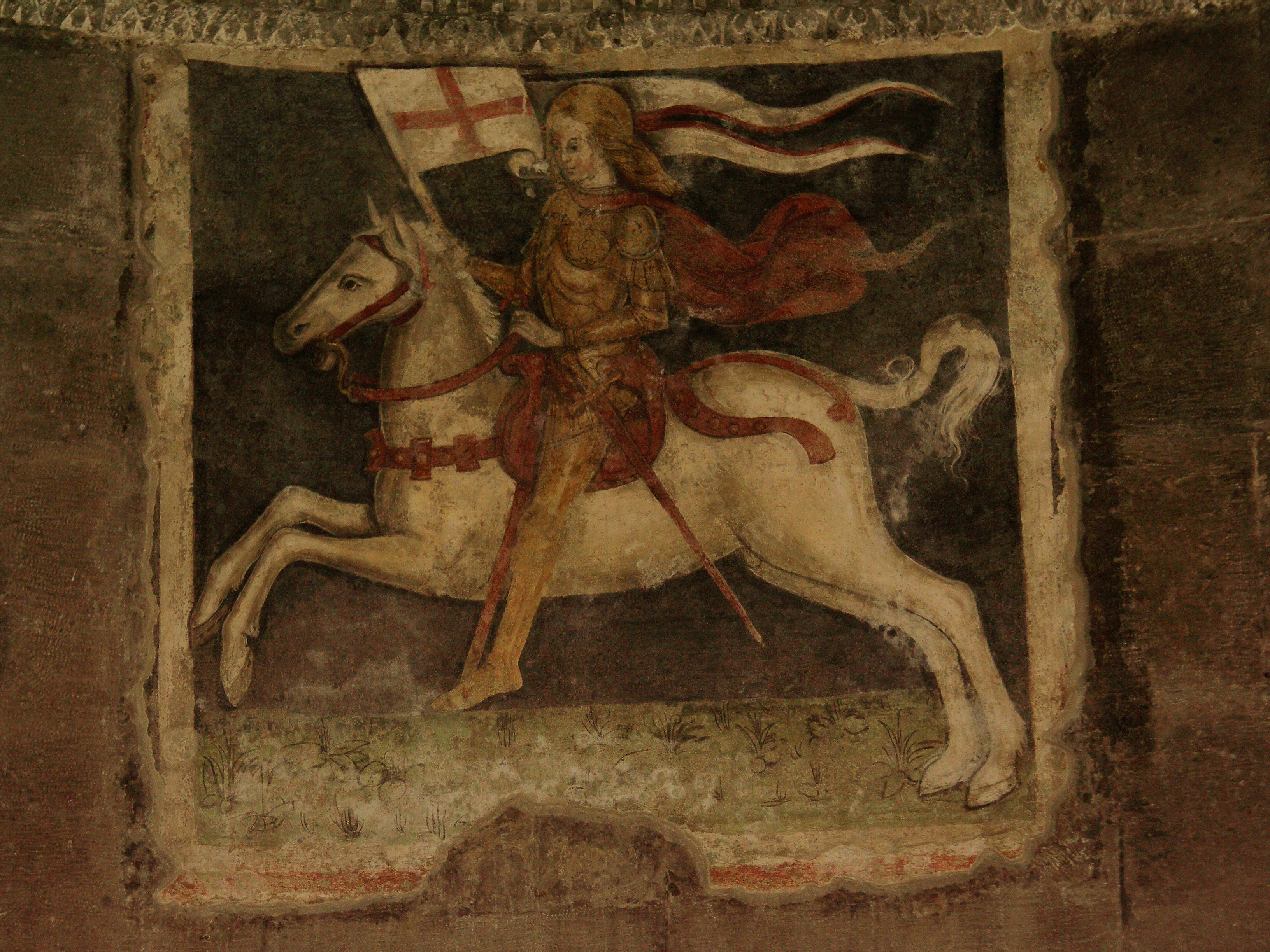
San Flaviano zu Pferd

Die auf das Jahr 1032 datierte Unterkirche ist über eine seitliche Außenrampe zu erreichen. Die gotische Hauptfassade aus dem Jahr 1252 ist unvollendet. Der Architrav aus Peperino ist in drei Bögen gegliedert, deren mittlerer breiter und als Portal ausgeführt ist. Dessen Buntglasflächen sowie schmale Fenster in den Außenbögen bilden die einzige direkte Beleuchtung der Unterkirche. Darüber verläuft eine überdachte Loggia aus der Renaissance über die gesamte Breite. Den Abschluss bildet ein dreieckiger Giebel mit aufgesetztem Kreuz und einem seitlichen Glockenreiter am linken Rand. Der zentrale Oculus und zwei kleinere außen beleuchten die Altarseite der Oberkirche. Die Unterkirche ist durch Säulenreihen in drei Kirchenschiffe gegliedert, deren Kapitelle mit Tier- und Pflanzenmotiven wie Akanthusblättern geschnitzt sind, unter denen in manchen sogar kleine geflügelte Drachen und menschliche Figuren auftauchen. Sie besitzt eine überbordende Freskenausstattung aus Spätgotik und Renaissance. Die zentrale Apsis ist mit einem imposanten Bild des Christus Pantokrator auf dem Thron mit den Figuren zweier Heiliger an den Seiten geschmückt. An der rechten Wand der Apsis befindet sich eine Verkündigung von 1575, an der linken eine Taufe Christi. Im rechten Kirchenschiff befinden sich Darstellungen des Massakers an den unschuldigen Kindern, der Kreuzigung und des hl. Sebastian. Über dem Eingangsgewölbe befindet sich ein Triumph des Todes, und an der Gegenfassade ist ein Leben der hl. Katharina zu sehen. Auf einem Fresko in der Apsis ist St. Flavianus reitend mit dem Banner dargestellt.

### Oberkirche
Die Oberkirche ist über die gegenüberliegende Seite durch eine Fassade mit Giebelgrundriss zugänglich. Sie ist ebenfalls dreischiffig ausgeführt und mit Reihen von Bögen gegliedert. Ein Satteldach als offenes Kehlbalkendach überspannt die gesamte Breite, es sind keine Gewölbe eingezogen. Zwei seitliche Eingänge führen in die Kirche, die von dieser Seite über ein stehendes Vierpassfenster und zwei runde Fenster in der glatten Fassade beleuchtet wird. Die obere Kircheneinrichtung mit dem Papstthron wurde im 18. Jahrhundert unter der Schirmherrschaft von Kardinal Pompeo Aldrovandi teilweise renoviert. Er gab für eine der Kapellen ein Gemälde von Giuseppe Ghedini in Auftrag, auf dem das „Martyrium des Heiligen Flavianus“ (1740) dargestellt ist. Auf die Grabplatte eines deutschen Geistlichen Defuk von 1113 beziehen sich lokale Weinwerbungen der Sorte Est! Est!! Est!!!. Am Anfang des Kirchenschiffs befindet sich eine Orgel.